# Jampol (obwód winnicki)
Jampol (ukr. Ямпіль, trb. Jampil) – miasto w obwodzie winnickim na Ukrainie, siedziba władz rejonu jampolskiego. Historycznie położone na Podolu.

## Historia
Miasto powstało w 1600 roku.

Jampol nad Dniestrem od północy zasłoniony górą. Dniestr go széroki ozdabia. Sadzą tu winogrona, które dojrzewają; nie różnią się od węgierskich i są przesadzone z Węgier.

{{Cytat}} Brakujące pola: treść. Przestarzałe pola: 1.

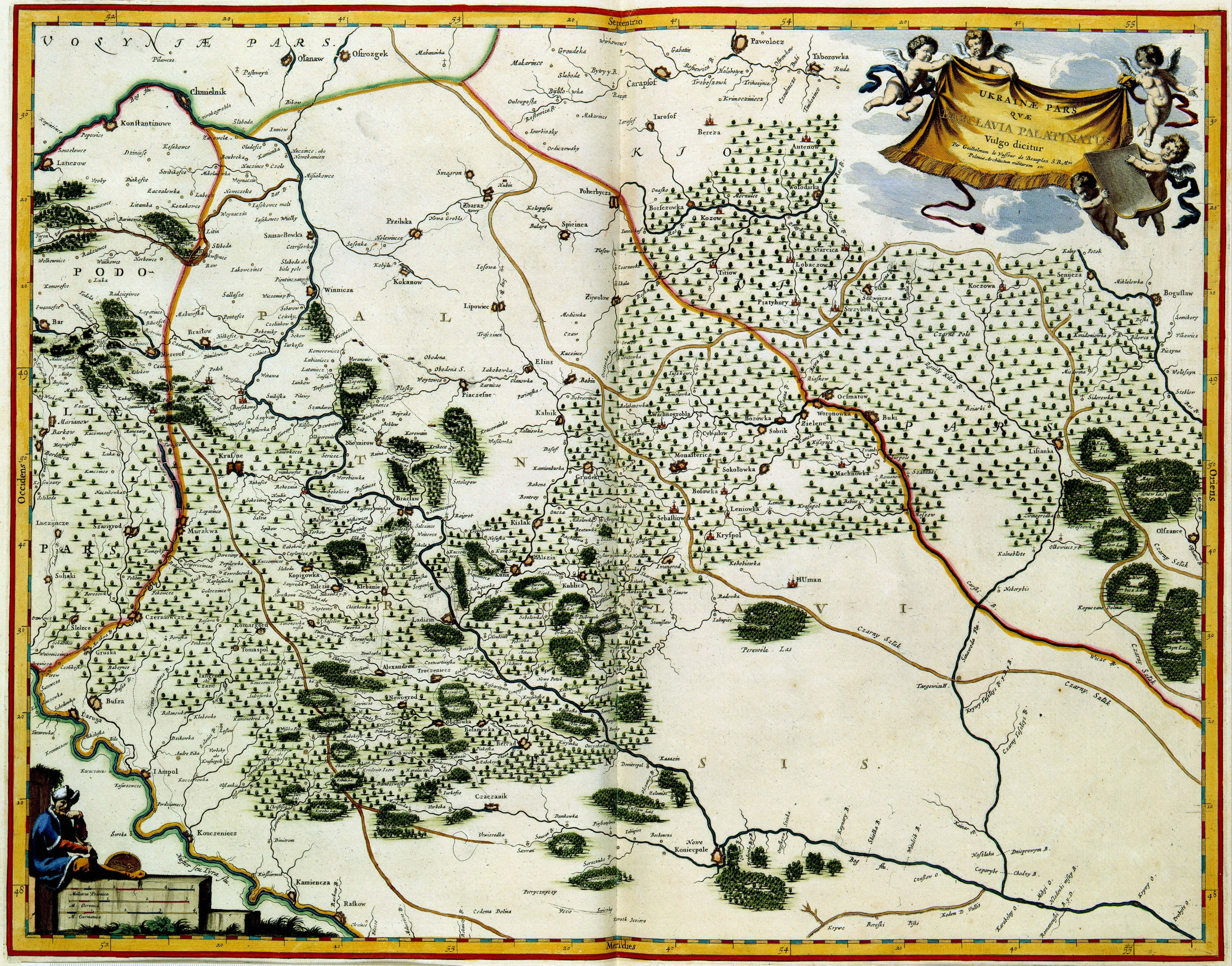
Mapa województwa bracławskiego z 1648 r. z zaznaczonym Jampolem pod nazwą Iampol (w południowo-zachodniej części województwa)

Po 1783 roku Antoni Protazy Potocki zakupił część Jampola, gdzie urządził port i magazyny, które obsługiwała Kompania Handlowa Polska w celu eksportu przez port w Chersoniu zboża do Marsylii. Prywatne miasto szlacheckie położone w województwie bracławskim było w 1789 roku własnością Prota Potockiego. W 1792 w Jampolu stacjonowała 8 Brygada Kawalerii Narodowej.
W II rozbiorze Polski zagarnięty przez Rosję. Pod zaborem rosyjskim był siedzibą powiatu jampolskiego guberni podolskiej oraz gminy Jampol w tymże powiecie.
W trakcie wojny polsko-bolszewickiej w sierpniu 1919 Jampol został zajęty przez 51 Pułk Piechoty Strzelców Kresowych Wojska Polskiego.
Ludność w 1989 liczyła 11 937 mieszkańców
W 2013 liczyła 11 300 mieszkańców.

## Zamek,dwór
- zamek obronny zbudowany przez Zamoyskich[6]
- parterowy dwór wybudowany lub przebudowany w drugiej połowie XVIII w. w stylu klasycystycznym przez Prota Potockiego (1761–1801)[6]

## Urodzeni w Jampolu
- Stanisław Poznański – polski dziennikarz i żołnierz, powstaniec warszawski.

## Galeria

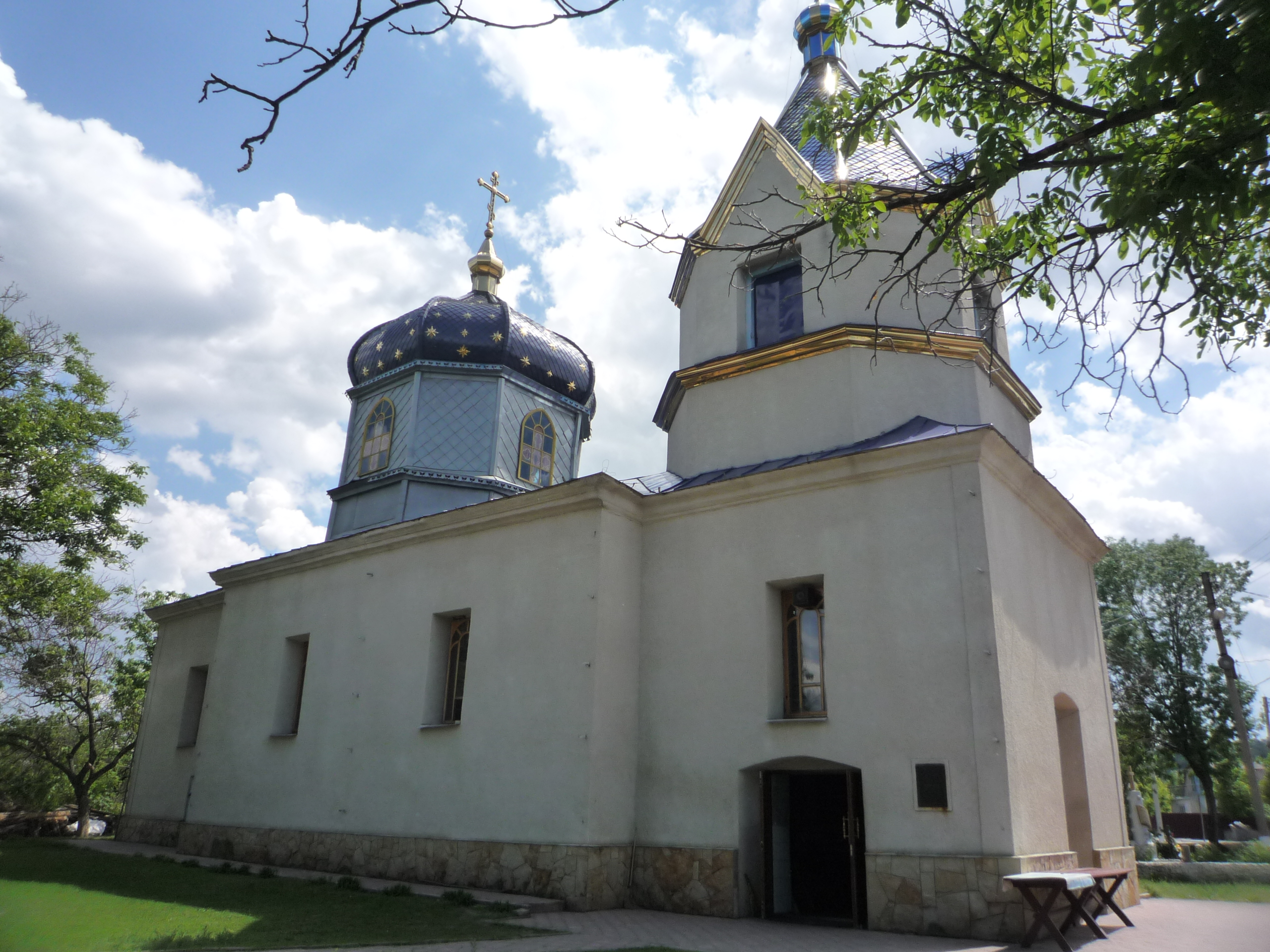
Cerkiew św. Mikołaja Cudotwórcy

## Literatura
- Roman Aftanazy, Dzieje rezydencji na dawnych kresach Rzeczypospolitej, Tom X (Województwo Bracławskie), s. 133-135